# 방어사
방어사(防禦使/防御使)는 한국과 중국에서 사용하던 관직이다. 고려에서 983년의 12목을 개편해 절도사를 두고, 주와 군에 도단련사(都團練使), 단련사, 자사와 함께 설치했으며, 조선에서는 병마절도사와 동급의 종2품(從二品) 서반(무반) 외관직이었다.

## 조선시대 주요 방어사
- 경기도 : 파주 경기병마우방어사(京畿兵馬右防禦使), 영종도 경기수군방어사(京畿水軍防禦使)
- 전라도 : 제주 전라도수군방어사(全羅道水軍防禦使)
- 강원도 : 철원 관동병마방어사(關東兵馬防禦使)
- 평안도 : 창성 청북병마좌방어사(淸北兵馬左防禦使), 강계 청북병마우방어사(淸北兵馬右防禦使), 선천 청북수군방어사(淸北水軍防禦使), 삼화 청남수군방어사(淸南水軍防禦使)
- 함경도 : 길주 관북병마방어사(關北兵馬防禦使)